# Apeadeiro de Sanhoane
O Apeadeiro de Sanhoane, originalmente denominado de Paragem de Sanhoane, foi uma gare da Linha do Sabor, que servia a localidade de Sanhoane, no Concelho de Mogadouro, em Portugal.

## História
Este apeadeiro situava-se no lanço entre Mogadouro e Duas Igrejas - Miranda, que foi aberto à exploração em 22 de Maio de 1938.
A Linha do Sabor foi encerrada em 1 de Agosto de 1988.